# Chouilly

Chouilly este o comună în departamentul Marne, Franța. În 2009 avea o populație de 1,002 de locuitori.